# Moraro
Moraro (Friulaans: Morar) is een gemeente in de Noord-Italiaanse regio Friuli-Venezia Giulia in de provincie Gorizia.

## Geografie
De gemeente ligt op 44 m boven zeeniveau.
Moraro grenst aan de volgende gemeenten: Capriva del Friuli, Cormons, Farra d'Isonzo, Gradisca d'Isonzo, Mariano del Friuli, San Lorenzo Isontino.